# Successful Mission
《Successful Mission》是日本女性聲優林原惠的第14張單曲。1996年10月23日由STARCHILD（King Records旗下公司）發行。

## 解說
同名標題曲「Successful Mission」是聲優林原惠主演1996年10月至1997年3月在東京電視台播出的電視動畫《機械女神J》選用的片頭主題曲。至於B面歌曲「I'll be there」也被同名電視動畫選為片尾主題曲使用。該單曲是自從她的上一張單曲《Give a reason》以來，在Oricon單曲排行榜初次亮相之後第2次入圍前10名的單曲，在名次中即獲第7名。並在同名動畫播出期間獲得1997年4月份金唱片的認定。
還有，從此作以後發行的單曲一直到1998年的《Proof of Myself》為止，林原惠的單曲連續總計8張都有進入前10名。而且，《Proof of Myself》為《機械女神J to X》（《機械女神J》的續篇作品）的主題曲，發行日期也正好為（2年後的）10月23日。
此外，林原惠在1996年第一次上日本電視台音樂節目《速報！歌謠大詞典十傑》的時候，曾與節目中的女伴舞者一起對唱此歌曲。但該片段後來在電視上播出時並未完整播出。
該單曲的所有收錄歌曲的作詞雖然都是由林原惠負責，但是在8cm單曲的作詞者中卻有標上有森聰美的名字。

## 收錄歌曲
所有歌曲由MEGUMI作詞，佐藤英敏作曲。
1. Successful Mission [4:08]
  - 編曲：矢吹俊郎
  - 東京電視台電視動畫《機械女神J》片頭主題曲
  - 後來在2003年，奧井雅美的翻唱專輯《Masami Kobushi（日语：マサミコブシ）》中收錄了此曲的翻唱版。
2. I'll be there [5:25]
  - 編曲：添田啓二，合音編曲：奧井雅美
  - 東京電視台電視動畫《機械女神J》片尾主題曲
3. Successful Mission（off vocal）
4. I'll be there（off vocal）

## 收錄專輯
| 曲名               | 收錄專輯          | 發行日期      | 備註                                                              |
| ------------------ | ----------------- | ------------- | ----------------------------------------------------------------- |
| Successful Mission | Iravati           | 1997年8月6日  | 林原惠的第8張原創專輯                                             |
| Successful Mission | VINTAGE S         | 2000年4月26日 | 林原惠的第1張精選專輯                                             |
| Successful Mission | 《VINTAGE White》 | 2011年6月11日 | 林原惠的第3張精選專輯                                             |
| I'll be there      | Iravati           | 1997年8月6日  | 林原惠的第8張原創專輯 以Ballade Version的錄製方式收錄，大平勉編曲 |
| I'll be there      | VINTAGE White     | 2011年6月11日 | 林原惠的第3張精選專輯                                             |

## 翻唱
| 曲名               | 主唱者     | 收錄專輯                   | 發行日期       | 備註               |
| ------------------ | ---------- | -------------------------- | -------------- | ------------------ |
| Successful Mission | 奧井雅美   | 《Masami Kobushi》         | 2003年5月1日   | 奧井雅美的翻唱專輯 |
| Successful Mission | 伊藤加奈惠 | 《新·百歌聲爛 女性聲優篇》 | 2010年5月5日   | 翻唱合輯專輯       |
| Successful Mission | Trefle     | 《Anisong神曲Plus》        | 2013年10月23日 | Trefle的翻唱專輯   |

## 腳註

### 資料來源
1. 1 2  來自日本唱片協會《THE RECORD》No.451（1997年6月號）的資料。
2. 1 2  . amazon.co.jp.   [2018-12-03]. （原始内容存档于2018-12-04） （日语）.

## 相關項目
- Proof of Myself